# Całe szczęście (film 2006)
Całe szczęście (ang. Just My Luck) – amerykańska komedia romantyczna fantasy z 2006 roku w reżyserii Donalda Petriego z Lindsay Lohan i Chrisem Pine’em w rolach głównych.
W 2006 roku film nominowano do nagrody Teen Choice Award w trzech kategoriach, w tym dla najlepszej aktorki komediowej (Lohan).
Film, przy budżecie wynoszącym dwadzieścia osiem milionów dolarów, w Stanach Zjednoczonych zarobił ponad 38 milionów.

## Obsada
- Lindsay Lohan – Ashley Albright
- Chris Pine – Jake Hardin
- Faizon Love – Damon Phillips
- Samaire Armstrong – Maggie
- Bree Turner – Dana
- Missi Pyle – Peggy Braden
- Makenzie Vega – Caty
- Carlos Ponce – Antonio
- Tovah Feldshuh – Madame Z
- Jaqueline Fleming – Tiffany
- Strawn Bovee – pani Pennington
- Kayla Ewell – Janet/Bank Teller
- Chris Carmack – David Pennington
- Kenny Alfonso – detektyw
- Shon Blotzer – Chris
- Dean Cochran – Michael

## Fabuła
Piękna Ashley Albright (Lohan) jest najszczęśliwszą dziewczyną świata, której wszystko, co dobre w życiu, przychodzi zdecydowanie zbyt łatwo – może przypadkowo znaleźć los na loterię i trafić główną wygraną, a w Nowym Jorku, najbardziej zatłoczonym mieście na Ziemi, nigdy nie czeka na taksówki. Do tego ma wspaniałą pracę w firmie PR. Wszystko idzie po myśli Ashley, aż do momentu, w którym ma ona przygotować bal maskowy – zadanie ma być punktem zwrotnym w jej karierze oraz ma być szansą na jej drastyczne przyspieszenie. Jednak przypadkowy kontakt z pewnym pechowcem, imieniem Jake (Pine), odmienia jej rajski byt. Wkrótce dziewczyna traci wymarzoną pracę i mieszkanie, Jake z kolei wydaje płytę przebojowego zespołu rockowego McFly i zamieszkuje w apartamencie. Ashley robi wszystko, by odzyskać utracone szczęście.

## Odbiór krytyczny
Film został negatywnie oceniony przez krytyków; serwis Rotten Tomatoes na podstawie opinii ze 109 recenzji przyznał mu wynik 13%.